# Бій під Людвиполем
Бій УПА з німецькою армією під Людвиполем (сьогодні смт Соснове у Рівненські області) відбувся 28 березня 1943 р. й закінчився перемогою УПА. З німецького боку в бою брали участь близько 1500 солдат та офіцерів, включаючи піхоту, батарею гармат та батарею мінометів, в той час як з боку УПА були відділ «Шавули» (Рудик Адам Микитович) та сотня «Скирди» (Довгалець Андрій Маркович).

## Історія
28 березня 1943 р. німецьке командування організувало наступ на територію біля Людвиполя (сьогодні смт Соснове), зайняту відділом УПА «Шавули» (Адама Рудика). Німецькі сили були підведені з боку Рівного, Костополя, Межиріччя та Березного (Рівненщина) й загалом становили близько 1500 солдат та офіцерів, включаючи піхоту, батарею гармат та батарею мінометів. На допомогу відділу «Шавули» прийшла сотня УПА «Скирди», але всі вони опинилися в пастці й прийняли нерівний запеклий бій.
Німці почали наступ з артпідготовки, покриваючи лави УПА шквальним гарматним та мінометним вогнем. Проте, перший наступ німецької піхоти відразу після артпідготовки наткнувся на шквальний кулеметний вогонь упівців й, зазнаючи значних втрат в живій силі, німці відступили. Розуміючи свою беззахисність проти гарматної та мінометної батарей, командування відділом УПА організувало спробу їх знищити. Напад на гарматну батарею не був успішним, але мінометну батарею вдалося знищити. У цьому завданні особливо відзначився Стах Гунько, чия група саме і знищила позиції німецьких мінометників.
Ще тричі німецька піхота йшла у наступ при підтримці артилерії, але всі ці наступи зазнали невдачі внаслідок відчайдушного опору бійців УПА. В результаті німецьке командування вирішило відступити, забираючи поранених, але залишаючи на полі бою до 70 вояків убитими й п'ять спалених машин. З боку УПА втрати становили 17 бійців убитими, 20 пораненими та 9 пропало безвісти.

## Значення бою
Цей бій показує, що в тилу німецької армії завдяки успішним діям УПА від німецької окупації були звільнені цілі райони. Намагання німецького командування військовою силою відновити свій порядок на цій території натикалося на рішучий збройний спротив УПА. Навіть застосовуючи артилерію та міномети, підрозділи німецької армії були нездатні опанувати ситуацію на територіях контрольованих УПА у 1942—1944 роках.